# Max Wolff
Max Wolff (ur. 6 maja 1844 w Poczdamie, zm. 25 czerwca 1923 w Berlinie) – niemiecki lekarz.

## Życiorys
Max Wolff studiował medycynę w Berlinie, gdzie był m.in. uczniem Rudolfa Virchowa. Studia ukończył w 1866 i został pierwszym asystentem oddziału chorób wewnętrznych klinki w Rostocku, w 1869 został asystentem w oddziale chirurgicznym tej samej klinki, a w latach 1875–1882 pracował w berlińskiej poliklinice uniwersyteckiej. W 1875 w Berlinie został privatdozentem, w 1884 profesorem. Od 1898 roku prowadził uniwersytecką Poliklinikę Chorób Płuc (Universitäts-Poliklinik für Lungenkranke).

## Wybrane prace
- Über Addison'sche Krankheit (1869)
- Operative Behandlung von Unterleibsechinococcen (1870)
- Zur Bacterienfrage[1]. 1874
- Über entzündliche Veränderungen innerer Organe nach experimentell bei Thieren erzeugten käsigen Herden[2]. 1876
- Zur Bacterienfrage bei accidentellen Wundkrankheiten. Virchow's Archiv LXXXI
- Eine weitverbreitete thierische Mykose[3]. 1883
- Über Desinfection durch Temperaturerhöhung. Virchow's Archiv CII
- Die Localisation des Giftes in den Miesmuscheln. Virchow's Archiv CIII
- Die Ausdehnung des Gebietes der giftigen Miesmuscheln und der sonstigen giftigen Seethiere in Wilhelmshaven. Virchow's Archiv CIV
- Über das erneute Vorkommen von giftigen Miesmuscheln in Wilhelmshaven. Virchow's Archiv CX)
- Über Vererbung von Infectionskrankheiten. Virchow's Archiv CXII
- Zur Impffrage (1883)
- Über Vaccination neugeborener Kinder. Virchow's Archiv CXVII
- Über Reincultur des Actinomyces und seine Übertragbarkeit auf Thiere. Virchow's Archiv CXXVI
- Zur Actinomyces-Frage. Virchow's Archiv CLI
- Zur Prophylaxe der venerischen Krankheiten (D. Vrtljhrsschr. für öfftl. Grespfl. 1893)
- Die Nierenresection und ihre Folgen. Berlin 1900